# Henryk Jabłoński
Henryk Jan Jabłoński (27. prosince 1909 – 27. ledna 2003) byl polský politik a historik. V letech 1972–1985 byl prezidentem Polska (tato funkce se oficiálně nazývala předseda státní rady). V letech 1966–1972 ministrem osvěty a vysokého školství.

## Biografie
Jako historik byl profesorem na Varšavské univerzitě a viceprezidentem polské akademie věd. Zabýval se moderními politickými dějinami, k jeho nejoceňovanějším pracím patří Politika Polské socialistické strany v období války 1914–18 (Politika Polskej Partii Socjalisticznej w czasie wojny 1914-18) či Vznik druhé republiky 1918–1919 (Narodziny drugiej Rzeczypospolitej 1918–1919).
Od mládí se angažoval na politické levici, roku 1931 vstoupil do Polské socialistické strany (Polska Partija Socjalisticzna). Za druhé světové války bojoval ve spojenecké armádě v bitvě u Narviku a v rámci francouzského hnutí odporu v jižní Francii. V letech 1971–1981 byl člen politbyra ústředního výboru Polské sjednocené dělnické strany, která byla v komunistickém režimu hegemonní silou.